# Aziatische kampioenschappen judo 2003
De Aziatische kampioenschappen judo van 2003 werden van 31 oktober tot en met 1 november 2003 gehouden in Jeju, Zuid-Korea. 

## Resultaten

### Mannen
| Gewichtsklasse | Goud                        | Zilver                | Brons                                         |
| -------------- | --------------------------- | --------------------- | --------------------------------------------- |
| – 60 kg        | Khashbaataryn Tsagaanbaatar | Sanjar Zokirov        | Tatsuaki Egusa Akram Shah                     |
| – 66 kg        | Jung Bu-kyung               | Gantömöriin Dashdavaa | Yerlan Slyambayev Yousef Karimian             |
| – 73 kg        | Lee Won-hee                 | Yusuke Kanamaru       | Damdiny Süldbayar Shokir Muminov              |
| – 81 kg        | Damdinsürengiin Nyamkhüü    | Kwon Young-woo        | Reza Chahkhandagh Takashi Ono                 |
| – 90 kg        | Yuta Yazaki                 | Choi Sun-ho           | Tsend-Ayuushiin Ochirbat Vyacheslav Pereteyko |
| – 100 kg       | Askhat Zhitkeyev            | Jang Sung-ho          | Takeo Shoji Batjargalyn Odkhüü                |
| + 100 kg       | Abdullo Tangriev            | Kota Ueguchi          | Kim Sung-bum Yeldos Ikhsangaliyev             |
| Open klasse    | Daisuke Mori                | Choi Young-hwan       | Mahmoud Miran Yeldos Ikhsangaliyev            |

### Vrouwen
| Gewichtsklasse | Goud             | Zilver                  | Brons                                   |
| -------------- | ---------------- | ----------------------- | --------------------------------------- |
| – 48 kg        | Kim Young-ran    | Kayo Kitada             | Gao Lijuan Zinura Djuraeva              |
| – 52 kg        | Kim Kyung-ok     | Aiko Sato               | Anita Chanu Li Ying                     |
| – 57 kg        | Kie Kusakabe     | Khishigbatyn Erdenet-Od | Jung Hye-mi Yang Hsien-tzu              |
| – 63 kg        | Yoshie Ueno      | Lee Bok-hee             | Wang Chin-fang Tan Fafang               |
| – 70 kg        | Hitomi Kaiyama   | Bae Eun-hye             | Liu Shu-yun Wang Juan                   |
| – 78 kg        | Mizuho Matsuzaki | Varvara Masyagina       | Dorjgotovyn Tserenkhand Lee So-yeon     |
| + 78 kg        | Liu Huanyuan     | Choi Sook-ie            | Erdene-Ochiryn Dolgormaa Miyuki Tokuda  |
| Open klasse    | Jia Xueying      | Kei Eguchi              | Lee Hsiao-hung Erdene-Ochiryn Dolgormaa |

## Medaillespiegel
| Plaats | Land           | Goud | Zilver | Brons | Totaal |
| 1      | Japan          | 6    | 5      | 4     | 15     |
| 2      | Zuid-Korea     | 4    | 7      | 3     | 14     |
| 3      | Mongolië       | 2    | 2      | 6     | 10     |
| 4      | China          | 2    | 0      | 4     | 6      |
| 5      | Kazachstan     | 1    | 1      | 3     | 5      |
| 5      | Oezbekistan    | 1    | 1      | 3     | 5      |
| 7      | Chinees Taipei | 0    | 0      | 4     | 4      |
| 8      | Iran           | 0    | 0      | 3     | 3      |
| 9      | India          | 0    | 0      | 2     | 2      |
| Totaal | Totaal         | 16   | 16     | 32    | 64     |